# Tipula (Microtipula) appendens
Tipula (Microtipula) appendens is een tweevleugelige uit de familie langpootmuggen (Tipulidae). De soort komt voor in het Neotropisch gebied.